# Ilario Montesi
Ilario Montesi (Ancona, 27 giugno 1882 – Padova, 25 gennaio 1967) è stato un imprenditore italiano.

## Biografia
Figlio di un ferroviere, Ilario Montesi si forma a Torino, diplomandosi in chimica industriale presso il Regio Museo industriale nel 1905. Entra quindi in contatto con il comparto saccarifero: dopo le prime esperienze a Massa Lombarda e Castellamare Adriatico, nel 1907 lavora allo zuccherificio di Cavanella Po (Rovigo). Mostrando la capacità di affiancare alle competenze del tecnico quelle dell’imprenditore, intreccia conoscenze scientifiche a cultura industriale e intraprendenza finanziaria. Dal 1908 è Direttore della Società distilleria di Cavarzere (Venezia), che in breve risolleva dalle secche di una grave crisi, acquisendone successivamente il controllo, e nello stesso anno è fra i promotori della Banca cooperativa del sindacato agricolo, poi Banca agricola popolare di Cavarzere.
Consolidata nel Primo dopoguerra la sua posizione negli alcoli, rilevando e riavviando la Distilleria di Petriccione di Barra (Napoli) e fondando nel 1918 la Saida (Società Agricola Industriale degli Alcoli), Montesi sposta di nuovo progressivamente i propri interessi verso il settore saccarifero: opera dapprima sui mercati tedeschi, acquisendo la maggioranza azionaria degli zuccherifici di Fraustadt e della raffineria di Glogau; poi costituisce la Società veneta per l’industria degli zuccheri (1923) con il nuovo zuccherificio di Este (Padova).

### Nello zucchero
Il suo definitivo ingresso nel ristretto gruppo dei protagonisti dell’industria saccarifera italiana, un settore caratterizzato da una precoce concentrazione industriale, avviene pochi anni dopo, nel 1927, con l’acquisto del controllo azionario dell’impianto di Pontelongo (Padova), sorto nel 1908 a opera della società belga Sucrerie et raffinerie de Pontelongo.
Gli anni Venti registrano il rafforzamento dell’industria saccarifera e in particolare il consolidamento dei gruppi già egemoni nel settore, raccolti dal 1904 nell’Unione zuccheri, un cartello fra le maggiori imprese per sostenere i prezzi, controllare la produzione, difendere il settore dalla concorrenza estera grazie alla forte protezione doganale. La novità di questi anni è rappresentata proprio dalla formazione del nuovo polo proprietario di Ilario Montesi, con gli stabilimenti di Cavarzere (dal 1923 impegnato oltre che nella distillazione anche nella produzione dello zucchero), Pontelongo e la Società veneta per l’industria degli zuccheri, costituite nel 1929 in holding di gestione con la Società finanziaria industriale veneta; questa, oltre alla produzione dell’alcol, dal 1936 si inserisce anche nella raffinazione dei carburanti e nella produzione di leghe di magnesio. 
Diversificazione produttiva e ricerca
Dal 1931 Montesi consolida la sua ascesa diventando Amministratore delegato, oltre che della Sucrerie de Pontelongo, anche delle società collegate, la Société générale de sucreries et raffineries en Roumanie e la Société sucrerie et raffinerie de Roustchouk. Entro i confini nazionali, il bacino produttivo del gruppo Montesi – denominato Gruppo saccarifero padovano – è radicato in particolare nell’area veneta, fra le province di Padova, Rovigo e Venezia, fra il Po e il Sile, e coniuga approvvigionamento di materia prima, impianti di lavorazione e rete di distribuzione. 
Gli anni Trenta sono per Montesi una fase di diversificazione delle strategie imprenditoriali: dopo il 1933 disinveste dal mercato tedesco, divenuto insidioso con l’ascesa del Nazismo, e si impegna in nuove imprese in Italia, inserendosi nella ricerca di materie prime promossa dalla politica economica autarchica: nel 1936 fonda lo stabilimento di Faé (Belluno), per la produzione di pannelli in fibre di legno; nel 1939 rileva la Società Arenella di Palermo per la produzione di acido citrico e altri composti chimici; nel 1940 rileva la Italiana magnesio di Bolzano e fonda, a Cavarzere, uno stabilimento per la produzione di glicerina dal melasso. Gli investimenti esteri si dirigono invece in Albania, dove nel 1939 concorre alla costruzione di un grande impianto saccarifero. In coerenza con la sua formazione di tecnico-imprenditore, Montesi associa la diversificazione produttiva con l’impegno nella ricerca: nel 1932 finanzia una Sezione sperimentale zuccheri nell’Istituto di chimica industriale dell’Università di Padova e nel 1936 fonda il Centro per la selezione del seme bieticolo nazionale a Bottrighe (Adria-Rovigo).

### I tre più forti
Nel complesso, la crescita generale del settore saccarifero italiano sotto l’egida del Regime durante gli anni Trenta comporta un ulteriore rafforzamento delle principali holding esistenti: le vicende del gruppo Montesi sono a questo punto profondamente inserite nelle tendenze generali dell’industria saccarifera italiana. Nel 1937 tre gruppi controllano il 90% della produzione nazionale: le due società genovesi – Eridania zuccherifici nazionali per il 60% dello zucchero e il 50% dell’alcol nazionali, con un capitale sociale di 258 milioni, e Società italiana per l’industria degli zuccheri di Rocco Piaggio, con il 20 % dello zucchero e il 11% dell’alcol nazionali – e la Società finanziaria industriale veneta di Montesi, con un capitale sociale di oltre 160 milioni, e la produzione del 10% dello zucchero e il 20 % dell’alcol nazionali. 
Nel 1935 Montesi è nominato Cavaliere del lavoro come industriale saccarifero. Un aspetto della politica imprenditoriale di Montesi che unisce adesione al Regime e tradizione paternalista secondo il modello veneto è l’impegno nel versante assistenziale nell’area di maggiore radicamento produttivo: oltre a fornire provvidenze aziendali ai lavoratori dei suoi stabilimenti, come l’istituzione di servizi di mensa, la promozione di attività dopolavoristiche, le colonie marine, le attività sportive, Montesi eroga fondi agli enti locali e agli organi parrocchiali. Nel 1938 finanzia anche la costruzione della Casa del Fascio di Pontelongo.

### Come prima della guerra
Durante il periodo bellico, e soprattutto dopo l’8 settembre, l’industria saccarifera è sconvolta: dalla militarizzazione della produzione, dalla devastazione dei terreni di bieticoltura, dal blocco delle comunicazioni, dai bombardamenti degli impianti. Montesi allenta il legame con il Regime fascista, che aveva caratterizzato la sua precedente condotta politica (culminata nel 1939 nella nomina a deputato della Camera dei fasci e delle corporazioni): si trasferisce nel convento di Praglia, mentre invia la famiglia a Venezia; adotta quindi una linea attendista, rinviando l’inizio della stagione saccarifera e occultando le scorte, rischiando così l’accusa di “ostruzionismo” e subendo requisizioni.
La produzione saccarifera nazionale ritorna ai livelli prebellici nel 1948, dopo i difficili anni della ricostruzione. Nonostante l’indirizzo liberista impresso da Einaudi alla politica economica, viene ripristinato il dazio protettivo sullo zucchero (motivato dalla forte discesa dei prezzi sui mercati esteri). Le holding dello zucchero, assicuratosi il mercato nazionale, operano un rilevante rifinanziamento: la Società veneta di Montesi nel 1949 eleva il capitale sociale da 80 a 200 milioni (l’Eridania passa da 240 milioni a 3,3 miliardi, il gruppo Piaggio da 750 milioni a 2,7 miliardi). 
Dopo i disinvestimenti in Romania dovuti alle nazionalizzazioni, Montesi utilizza i fondi di risarcimento per aprire nuovi stabilimenti (nel 1953 a Casei Gerola, Pavia, nel 1960 a Fano, nel 1962 a Foggia) e continua a diversificare l’attività, aprendo un impianto per la produzione del glutammato di sodio a Bottrighe e uno per la lavorazione della carruba a Napoli.

### La fine di un ciclo
Nel 1952 l’organizzazione del settore si riarticola: il cartello si scinde in due tronconi, il Consorzio saccarifero italiano, con l’Eridania, e l’Unione zuccheri con i gruppi Piaggio e Montesi, rispettivamente il 47% e il 39% della produzione nazionale. Alla scissione corrisponde anche una diversa strategia: mentre l’Eridania rimane su posizioni nettamente protezioniste, l’Unione zuccheri, di cui fa parte il gruppo Montesi, guarda alla diminuzione dei prezzi e alla promozione dei consumi. In particolare, il gruppo padovano punta a elevare la produzione di zucchero grazie all’impiego della tecnica di baritazione del melasso, un procedimento che il solo gruppo Montesi è in grado di realizzare. 
La firma del trattato di Roma del 1957 per l’istituzione del Mercato comune europeo pone ineludibilmente la questione della necessità di rivedere la politica protezionista. La fase di preparazione all’ingresso dell’industria saccarifera italiana nel Mec dura un decennio, fra il 1958 e il 1967; gli industriali saccariferi rispondono prima con una contrazione degli investimenti, poi avviando ammodernamenti tecnologici per elevare produttività e redditività. Il 1967, l’anno della morte di Montesi a 85 anni, viene dunque a coincidere con la conclusione di un intero ciclo storico nello sviluppo del settore.